# Švarzenberg
Švarzenberg är en sjö i Tjeckien.   Den ligger i regionen Södra Böhmen, i den centrala delen av landet, 110 km söder om huvudstaden Prag. Švarzenberg ligger 411 meter över havet. Arean är 0,52 kvadratkilometer. Den ligger vid sjön Horusický Rybník. Trakten runt Švarzenberg består till största delen av jordbruksmark. Den sträcker sig 1,2 kilometer i nord-sydlig riktning, och 0,8 kilometer i öst-västlig riktning.